# Asbest
Asbest is een verzamelnaam voor een aantal in de natuur voorkomende mineralen die tot de silicaten behoren. Ruw asbest bestaat uit langwerpige bundels die zijn opgebouwd uit kristallen die lengtesplijting vertonen. De kristallen worden asbestvezels genoemd en kunnen na beschadiging zo klein worden dat zij niet met het blote oog waar te nemen zijn. Bij de mens kan het inhaleren van deze kleine asbestvezels leiden tot allerlei ziektes waaronder asbestose en longkanker.

## Eigenschappen
Asbest is een natuurlijke stof die bestaat uit gesteente en daarin mineralen met taaie, onbrandbare vezels.
Er bestaan verschillende soorten asbestmineralen. Asbestvezels zijn onder te verdelen in twee hoofdgroepen:
- de spiraalvormige of serpentijnachtige, waaronder chrysotiel (ofwel wit asbest)[1]
- de rechte of amfiboolachtige,[1] waaronder crocidoliet (blauw asbest),[2] amosiet (bruin asbest), anthophylliet (geel), tremoliet (grijs) en actinoliet (groen).

Alleen aan de kleur van het ruwe asbest kan men zien tot welke soort het asbest behoort. Wanneer het materiaal verwerkt is, kan dat niet meer. Alleen laboratoriumanalyse kan dan nog uitsluitsel geven.

## Mijnbouw
Asbest is een delfstof die in de 21e eeuw voornamelijk in Azië en Zuid-Amerika gewonnen wordt. In 2021 werd er wereldwijd 1,2 miljoen ton gedolven. De grootste producenten dat jaar waren Rusland, Kazachstan, China en Brazilië. Ook in Zimbabwe is er nog asbestontginning.
De Thetford Mines in de Canadese provincie Quebec waren in de jaren 1870 de eerste mijnen op industriële schaal. Later in de 19e eeuw volgden ook het Russische Rijk, Noord-Italië en Zuid-Afrika. Canada bleef een groot deel van de 20e eeuw een van 's werelds belangrijkste producenten, met onder meer de enorme mijn van de naar het mineraal genoemde Quebecse stad Asbestos (heden Val-des-Sources genaamd). Ook de mijn van Baie Verte op het Canadese Newfoundland had een belangrijke productie. Sinds 2012 is in Canada, net als in enkele andere landen, de productie definitief gestopt vanwege de gezondheidsrisico's.

## Gebruik van asbest
Asbest wordt al sinds de oudheid gebruikt en werd al vlug onderkend vanwege zijn brandwerende eigenschappen: in het Rome van de oudheid gebruikten de Vestaalse maagden het voor hun eeuwig brandende lampenpitten. De Romeinse schrijver Plinius spreekt ook van een onbrandbare stof die gebruikt werd voor lijkwaden voor koningen. Hierdoor werd de as van het vuur niet gemengd met de as van de edele. Arabische troepen zouden asbest in de strijdkledij verwerkt hebben zodat ze bij een bestorming brandbommen konden gebruiken en toch zelf aanvallen. Karel de Grote had een tafelkleed van asbest dat hij tot verbijstering van zijn gasten in het vuur wierp na de maaltijd. In de Eerste Wereldoorlog zijn de vezels toegepast als filtermateriaal in gasmaskers en zelfs in sigarettenfilters.
Vanaf 1945 tot in de jaren 1980 is asbest veelvuldig gebruikt in gebouwen, woningen en installaties, vanwege bepaalde nuttige eigenschappen: het is sterk, slijtvast, isolerend, brandwerend en bovendien goedkoop.

## Toepassingen
Sommige asbesthoudende toepassingen hebben een generieke naam, zo wordt asbestbeplating met een honingraatstructuur vaak 'eterniet' genoemd, terwijl het bedrijf Eternit niet de enige producent van asbestplaten was. Flensafdichtingen (pakkingen) met asbest worden met paroniet aangeduid, ongeacht de fabrikant van de pakking. Zowel Eternit als Paronite maken tegenwoordig asbestvrije producten zodat dergelijke ingeburgerde namen verwarrend kunnen zijn.
In onderstaande tabel worden de belangrijkste asbesttoepassingen vermeld. De risicoklasses en gehaltes dan wel soorten asbest zijn indicatief. In asbesthoudende golfplaten bijvoorbeeld worden sporadisch amosietvezels aangetroffen.
| Afbeelding | Toepassing         | Omschrijving | Voorbeelden | Asbestgehalte                                                  | Risicoklasse |
| ---------- | ------------------ | --- | --- | -------------------------------------------------------------- | ------------ |
|            | Asbestcement       | Vaak een grijze kleur, ongeveer 5 mm dik. Meestal geschroefd of geklemd, soms losstaand (bloembakken). Dit is de meest gebruikte toepassing en het bestaat uit cement, gemixt met asbestvezels. | Golfplaten, gevelbeplating, bovenlichten, buismateriaal, rioleringen, windveren, vogelschotten                                                                                     | 10-15% chrysotiel, soms met 2-5% crocidoliet                   | 1, 2 of 2A   |
|            | Asbest board       | Gele tot zeer lichtbruine kleur, ongeveer 4 mm dik. | Dakbeschot, plafondbeplating, schachtafdichtingen | 2-5% chrysotiel of 10-15% chrysotiel + 2-5% crocidoliet        | 2 of 2A      |
|            | Asbestkoord        | Asbestkoord bestaat altijd voor 100% uit chrysotielvezels; omdat de vezels zijn geweven bevat koord geen bindmiddel. Asbestdoek bestaat eveneens uit aan elkaar geweven vezels en valt hier dus ook onder. | Pakkingen, afdichtingsmateriaal rond kachelafvoeren, luchtkanalen en schoorstenen, handschoenen, kleding, bivakmutsen (brandweer), sudderplaatjes, isolatie van elektrische kabels | 60-100% chrysotiel                                             | 2            |
|            | Leidingisolatie    | Er bestaan grofweg twee typen; amosiethoudende leidingisolatie welke met de hand werd aangebracht en voorgevormde calciumblokken die meestal chrysotiel bevatten. De eerste toepassing komt vaak voor in keukens, de tweede werd veel gebruikt bij industriële heetwaterleidingen. Leidingisolatie is vrijwel altijd losgebonden. | Industriële stoomleidingen, heetwaterleidingen in keukens | 15-30% chrysotiel of 2-5% chrysotiel + 15-30% amosiet          | 2 of 2A      |
|            | Vinylzeil          | De van motieven voorziene bovenste (vinyl)laag bevat geen asbest, alleen de viltachtige onderste laag. Deze is ongeveer 1 mm dik en heeft een lichtgele kleur. | Voerzeil (vooral keukens, meterkasten en CV-kasten), behang | 15-30% chrysotiel of 30-60% chrysotiel                         | 2            |
|            | Spuitasbest        | Brandwerend en warmte-isolerend. Zeer losgebonden, het bindmiddel is in de loop der tijd vaak volledig vergaan. Spuitasbest is hierdoor zeer kwetsbaar en onoordeelkundige verwijdering leidt tot een grote vezelemissie. Kan bestaan uit verschillende soorten asbest.                                                           | Isolerende laag rondom spanten van kantoorgebouwen, winkels en industriële complexen, soms als plafondisolatie in bv. elektriciteitshuisjes of mortuaria                           | 30-60% amosiet of 30-60% crocidoliet of (soms) 2-5% actinoliet | 2A           |
|            | Imitatiemarmer     | Meestal zwart tot donkergrijs van kleur, dikte is variabel. | Schoolborden, drempels, dorpels, vensterbanken, schouwbeplating | 5-10 of 10-15% chrysotiel                                      | 2            |
|            | Afdichtingspasta's | Kan verschillende kleuren hebben, vaak groen, grijs of bruin, soms zwart. Deze toepassing kan overal in gebouwen worden gevonden. | Kit, beglazingskit, stopverf, dilatatievoegen | meestal 2-5% chrysotiel, tremoliet, actonoliet of actinoliet   | 1, 2 of 2A   |
|            | Bitumen            | Altijd zwart van kleur, bestaat voornamelijk uit teer en een lage concentratie asbest. Het is veel gebruikt als lijmmiddel voor (asbesthoudende) colovinyltegels. | Lijm onder tegels, corrosiewerende leidingisolatie van gasbuizen, dakleer, gevelisolatie                                                                                           | 1,2% chrysotiel of 2-5% chrysotiel                             | 2            |
|            | Bakeliet           | In bakeliet, een van de eerste kunststoffen, werd soms asbest gemengd om de slijtvastheid en het isolatievermogen te vergroten. | Spoelbakken, toiletbrillen, elektrische onderdelen zoals behuizingen van telefoons en schakelaars, stoppen                                                                         | 5-10% chrysotiel                                               | 1 of 2       |
|            | Remvoeringen       | Zeer hard materiaal, in autogarages waar het stof van de remschijven met perslucht werd weggespoten kwamen hierdoor echter grote hoeveelheden vezels vrij. | Remvoeringen van auto's en vliegtuigen, frictiegevoelige onderdelen van machines                                                                                                   | 2-5 tot 15-30% chrysotiel                                      | 1 of 2       |

## Effecten van asbest op de gezondheid

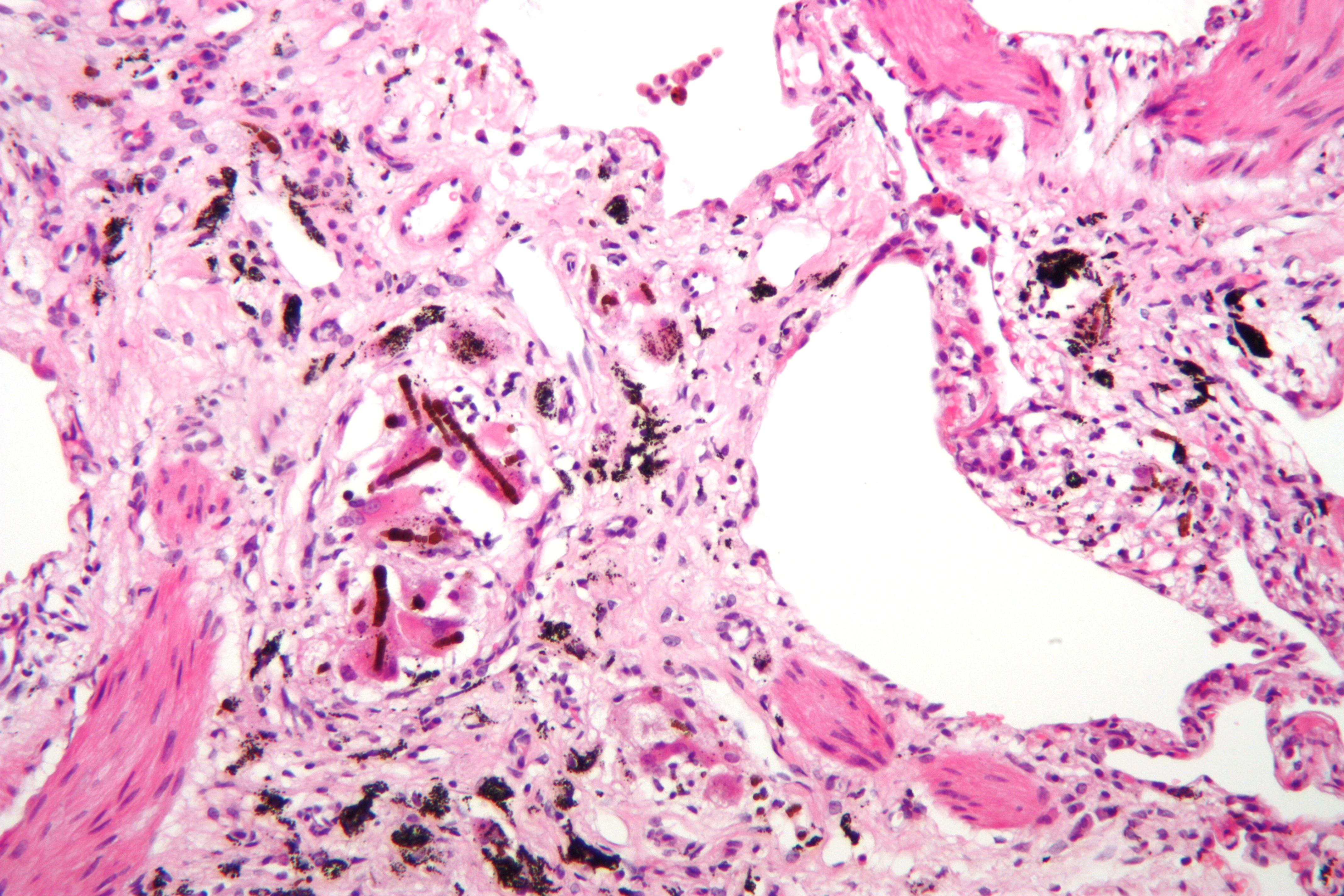
Longen met asbestose

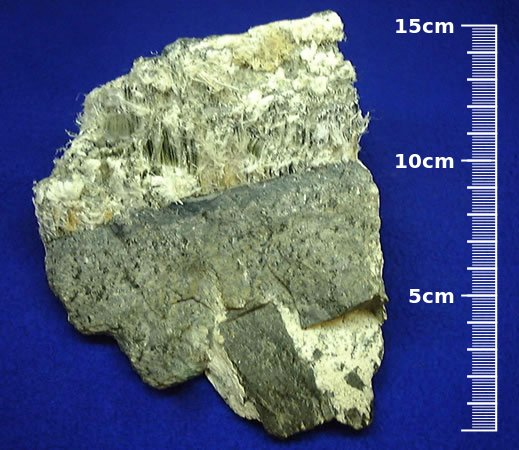
Asbest

Asbestvezels komen in de buitenlucht voor in concentraties van 20 tot 40 vezels per m³. De voornaamste bronnen van asbestvervuiling in de buitenlucht zijn asbestcementproducten en incidenten zoals brand en sloop in gebouwen die asbest bevatten. In de jaren tachtig lagen de concentraties veel hoger, van 100 tot 1000 vezels per m³ met uitschieters tot tienduizenden vezels per m³ in de buurt van asbestbronnen. Het verkeer vormde toen de voornaamste vervuiler.
Zolang asbest in gebonden toestand verkeert, is er geen gevaar voor de gezondheid. Als losse asbestvezels worden ingeademd lopen zij vast in de kleine luchtwegen en longblaasjes. Daar worden de kleine vezels opgenomen door macrofagen (opruimcellen). Vezels die hiervoor te groot zijn, kunnen gaan migreren (wandelen) in de weefsels. Ook kunnen zij zich via de lymfebanen verspreiden en zo terechtkomen op plaatsen ver verwijderd van de kleine luchtwegen. Opgehoeste losse vezels en de macrofagen die deze vezels hebben opgenomen, kunnen worden ingeslikt en vervolgens het lichaam verlaten via het spijsverteringsstelsel.

### Asbestziekten
Als gevolg van blootstelling aan asbest kunnen verschillende asbestziekten ontstaan:
- asbestose
- asbestpleuritis
- fibrose
- longkanker
- mesothelioom (zowel aan longvlies, buikvlies als hartzakje)
- pleuraverdikking

De meeste ziekten openbaren zich pas tientallen jaren nadat de blootstelling aan asbest heeft plaatsgevonden en zijn niet of nauwelijks te genezen. In Nederland sterven volgens de Gezondheidsraad jaarlijks naar schatting zo'n 1600 mensen aan asbestziekten.

### Blootstelling
De kans op het krijgen van asbestziekten is afhankelijk van de totale hoeveelheid ingeademde asbestvezels. De zogeheten cumulatieve blootstelling, met als eenheid vezeljaar, is het product van de blootstellingsconcentratie (uitgedrukt in vezels per kubieke centimeter) en de blootstellingsduur (in arbeidsjaar). Eén vezeljaar is dus 1 vezel per ml x 1 arbeidsjaar. Eén arbeidsjaar bestaat uit 240 werkdagen van 8 uur. Naarmate het aantal vezeljaren toeneemt, neemt ook de kans op asbestziekten toe.
Voor het blootstellingsniveau van asbest, waaronder er geen verhoogd risico op kanker of mesothelioom zou voorkomen, bestaat geen veilige ondergrens. Voor het krijgen van asbestose moet er minimaal 5 vezeljaar blootstelling aan asbest zijn geweest. Het relatieve risico op longkanker na blootstelling aan asbest is 3,5%.

### Kanker
Aanvankelijk werd gedacht dat het vooral de chemische samenstelling van asbest was die verantwoordelijk is voor de kankervorming. Dit leidde tot de veronderstelling dat blauwe asbest de boosdoener was en dat witte en bruine asbest door hun andere chemische samenstelling minder gevaarlijk zouden zijn. Deze opvatting is terug te vinden in de wetgevingen op dit gebied in een aantal landen: gebruik van blauw asbest is verboden, gebruik van de andere soorten aan strenge regels gebonden. Tegenwoordig gaat men ervan uit dat de 'vezelgeometrie' (lengte-diameterverhouding) van de asbestvezels bepalend is voor het kankerverwekkend vermogen.

### Waarschuwingen
In Groot-Brittannië werd asbestose in 1931 erkend als beroepsziekte.
Ook in Nederland waarschuwde de arbeidsinspectie in de jaren 30 al voor de gezondheidsgevaren van asbest.
In de jaren zestig van de 20e eeuw deed de Nederlandse bedrijfsarts J. Stumphius onderzoek naar de effecten van het gebruik van asbest als isolatiemateriaal bij scheepswerf De Schelde. Hij toonde aan dat werken met asbest kan leiden tot mesothelioom, een zeldzame, maar dodelijke vorm van kanker van het long- of buikvlies. Hij promoveerde in 1969 op dit onderzoek, dat werd gepubliceerd onder de titel Asbest in een bedrijfsbevolking. In dit boek waarschuwde hij voor de enorme gevaren en riep hij de Nederlandse overheid op maatregelen te nemen.
In 1978 werd spuitasbest, dat veel gebruikt werd ter isolatie in schepen en gebouwen, verboden. Vanaf 1984 werd asbest niet meer gebruikt in vinylzeil. Pas 15 jaar na bekend worden van de resultaten van het onderzoek, in 1993, werd de toepassing en verkoop van asbest in andere vormen niet langer toegestaan en gebruik in de bouw definitief verboden. Er is echter nog veel asbest in gebouwen aanwezig: naar schatting enkele miljoenen kilo's. Bij beschadiging van een gebouw (bij verbouwing, sloop of brand bijvoorbeeld) vormt dit asbest een groot gezondheidsrisico voor iedereen die zich in en rond het gebouw bevindt.
In 1998 werd (her)gebruik van asbest door particulieren definitief verboden, maar nog veel oudere constructies bevatten dit materiaal.
De brandweer in Nederland heeft aangepaste procedures voor calamiteiten waar mogelijk asbest bij vrijkomt.

## Juridische aspecten

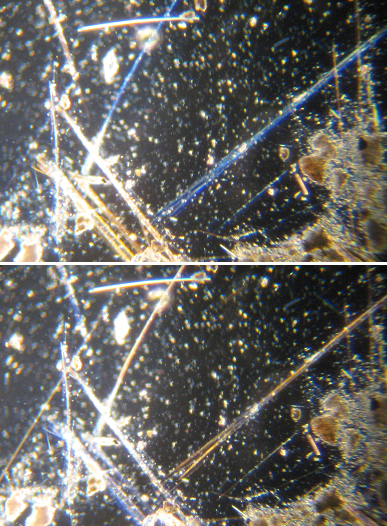
Amosietvezels, ingebed in een kleurvloeistof en bekeken onder een microscoop. De microscoop is voorzien van een polarisatielens. Amosietvezels kleuren altijd van paarsblauw naar goudgeel bij het veranderen van de polarisatierichting.

### Asbestwetgeving in België

#### Federaal
Het Koninklijk Besluit van 28 augustus 1986 bepaalt dat 'indien de technische mogelijkheid bestaat, moet asbest vervangen worden door vervangingsproducten die minder schadelijk zijn voor de gezondheid van de werknemers'.
Met het Ministerieel Besluit van 22 december 1993 werd voor bedrijven de verplichting ingevoerd om een asbestinventaris op te stellen, waarin onder meer vermeld wordt welke asbestproducten zich in het bedrijf bevinden, in welke staat ze zich bevinden en welke maatregelen er genomen zullen worden om blootstelling van werknemers te voorkomen.
Het Koninklijk Besluit van 23 oktober 2001 verbood de vervaardiging, het gebruik en het op de markt brengen van asbestbevattende producten.
Op 16 maart 2006 verscheen het Koninklijk Besluit 'betreffende de bescherming van de werknemers tegen de risico's van blootstelling aan asbest'.
Het KB is een omzetting van de Europese richtlijnen ter zake in het Belgisch recht.
Werknemers die ziek zijn geworden door blootstelling aan asbest (mesothelioom of asbestose) hebben recht op een schadevergoeding, die uitbetaald wordt door het Asbestfonds, dat deel uitmaakt van het Fonds voor de beroepsziekten.
Met betrekking tot de massale en wijdverspreide milieuverontreiniging door asbest in België is vooral de Eternit-fabriek te Kapelle-op-den-Bos in de actualiteit getreden.

#### Vlaams Gewest
In Vlaanderen geldt de federale Belgische asbestwetgeving met aanvulling van enkele opmerkelijke regionale regels.
Een belangrijk onderdeel van de Vlaamse regelgeving is het vereiste dat elk sloopopvolgingsplan een destructieve asbestinventaris bevat. Verder dient men voor elke woning die voor verhuur of verkoop aangeboden wordt die voor 2001 gebouwd is, een asbestinventaris op te laten stellen en te beschikken over een asbestattest vanaf 2032.
Het bij verkoop van een woning verplichte asbestattest werd ingevoerd in 2022. Invoering maakte deel uit van het actieplan asbestafbouw, een initiatief van de Vlaamse regering. Het attest wordt afgegeven na een inventarisatie uitgevoerd door een gecertificeerd deskundige. Deze deskundige voert een inspectie uit en registreert het verslag daarover in de centrale databank van de Openbare Vlaamse Afvalstoffenmaatschappij (OVAM), waarna het officiële asbestattest wordt verstrekt. Het attest heeft een onbepaalde geldigheidsduur, maar indien er ingrijpende renovaties of wijzigingen plaatsvonden aan het betreffende gebouw dient een nieuw attest te worden opgemaakt.
Vanaf 2032 worden de eisen strenger en wordt elke gebouweigenaar verplicht om een officieel asbestattest te hebben. De Vlaamse Overheid stelt eisen aan het tempo van het verwijderen van asbest. Zo moeten alle risicovolle asbesttoepassingen tegen 2034 verwijderd zijn uit gebouwen van de overheid, tegen 2040 zouden ook alle risicovolle asbesttoepassingen verwijderd moeten zijn uit particuliere woningen.
Sommige recyclageparken accepteren – mits voorzorgen - kleine hoeveelheden asbestafval, of geven advies.

#### Brussels Gewest
In het Brussels Gewest is enkel bij omvangrijke werken van asbestverwijdering een vergunning of aangifte vereist, en de tussenkomst van een erkende firma. Makkelijk weg te halen niet-broos asbest kan men in Brussel zelf voorzichtig verwijderen, met een FFP3-masker op. Slechts twee privébedrijven accepteren asbestafval, de Brusselse containerparken niet.

### Asbestwetgeving in Nederland
De kern van de Nederlandse asbestregelgeving is het verbod op het bewerken, verwerken of in voorraad houden van asbest of asbesthoudende producten. Zie Productenbesluit asbest, artikel 4.
In 2005 is het Asbestverwijderingsbesluit 2005 van kracht geworden. In 2010 adviseert de Gezondheidsraad de asbestnormen aan te scherpen en in 2011 verscherpt de overheid diverse wetten en regels voor de asbestverwijdering. In 2015 heeft de rijksoverheid aangegeven dat zij vanaf 2024 asbestdaken wil gaan verbieden. Eigenaren van asbestdaken hebben na het aannemen van de wet tot 31 december 2024 de tijd om deze te verwijderen. In oktober 2018 is het verbod aangenomen door de Tweede Kamer. Op 4 juni 2019 is het voorstel verworpen door de Eerste Kamer. Tot 31 december 2019 stimuleert de overheid het verwijderen van asbest door middel van een subsidie.
In arbeidssituaties geldt het Arbobesluit, ook wanneer niet direct met asbest gewerkt wordt, bijvoorbeeld wanneer blootstelling plaatsvindt doordat men werkt in een bedrijfsruimte of gebouw waar asbest is aangebracht als brandwerend middel.
Komt een werknemer in een arbeidssituatie in aanraking met asbest en wordt hij daardoor ziek, dan kan hij de geleden schade vorderen van zijn (oud-)werkgever. Dit is op grond van het algemene (in het Burgerlijk Wetboek neergelegde) beginsel dat de werkgever schade die een werknemer lijdt in de uitoefening van zijn beroep, dient te vergoeden.

#### Aansprakelijkheid en tegemoetkoming
Bij het optreden van een beroepsziekte treden vaak juridische kwesties op: wie is er aansprakelijk voor de ziektekosten, maar ook voor immateriële schade.
Wanneer de beroepsziekte is veroorzaakt door het blootstellen aan een gevaarlijke stof, dan is in Nederland de werkgever aansprakelijk als bedrijfs- of beroepsmatige gebruiker van die stof op grond van artikel 175 van boek 6 van het Nederlandse Burgerlijk Wetboek (art. 6:175 B.W.). Hierbij geldt een risicoaansprakelijkheid: de werkgever is ook aansprakelijk als hij geen schuld heeft aan het ontstaan van de schade.
Dit is echter anders met de aansprakelijkheid die rechtstreeks voortvloeit uit het arbeidsrecht: daar geldt een schuldaansprakelijkheid, waarbij de werkgever pas aansprakelijk is als hij niet aan zijn zorgplicht heeft voldaan. Dat wil zeggen, dat hij er niet alles aan heeft gedaan om zijn werknemer op een veilige werkplek te laten werken met de nodige veiligheidsmaatregelen. De aansprakelijkheid, die hier specifiek geldt in de arbeidsrelatie, is vastgelegd in artikel 658 van boek 7 van het Nederlandse Burgerlijk Wetboek (art. 7:658 B.W.).
Dergelijke claims van slachtoffers van beroepsziekten worden vaak behandeld door een letselschade-advocaat. Dit is een specialisatie binnen het beroep van advocaat.
Verder zijn er de Regeling tegemoetkoming asbestslachtoffers 2014 en de Regeling tegemoetkoming niet-loondienstgerelateerde slachtoffers van mesothelioom en asbestose. Heeft iemand de ziekte mesothelioom of de ziekte asbestose, dan kan hij via het het Instituut Asbestslachtoffers (IAS) onder bepaalde voorwaarden in aanmerking komen voor een tegemoetkoming van de overheid (2018: € 20.355). Voor zover de zieke, of als hij overleden is zijn erfgenamen, uiteindelijk een schadevergoeding ontvangt van bijvoorbeeld zijn werkgever, geldt de eerdergenoemde tegemoetkoming als voorschot: het kleinste van de twee bedragen moet worden terugbetaald aan de overheid.
Hiermee komen sinds 1 december 2007 dus ook zelfstandigen die asbestslachtoffer zijn in aanmerking voor een tegemoetkoming. De voorwaarde voor een financiële tegemoetkoming zijn: het slachtoffer moet minimaal tien jaren aaneengesloten in Nederland hebben gewoond in de periode dat de asbestbesmetting heeft plaatsgevonden. Verder moet deze besmetting de daadwerkelijke oorzaak zijn van de ziekte op het moment dat die wordt geconstateerd.

#### Verjaring van een asbestclaim
Art. 3:310 lid 1 BW in boek 3 van het Nederlandse Burgerlijk Wetboek bepaalt - onder meer - dat een rechtsvordering tot vergoeding van schade verjaart door verloop van vijf jaren na de aanvang van de dag, volgende op die waarop de benadeelde zowel met de schade als met de daarvoor aansprakelijke persoon bekend is geworden. Degene die zich op de verjaringstermijn beroept (de aansprakelijk gestelde), stelt en bewijst zo nodig dat de benadeelde daadwerkelijk bekend was met de schade en met de daarvoor aansprakelijke persoon. Dat neemt niet weg dat de rechter, indien de benadeelde de bekendheid betwist, die bekendheid zal kunnen afleiden uit bepaalde ten processe gebleken feiten en omstandigheden (HR 6 april 2001, nr. C99/158HR, NJ 2002, 383).
Dit houdt in grote lijnen in dat de (oud-)werknemer de schade kan vorderen bij zijn (oud-)werkgever tot vijf jaar nadat hij ziek is geworden. In het BW wordt echter ook een algemene verjaringstermijn neergelegd: 30 jaar nadat de omstandigheden die tot de schade hebben geleid (in casu de blootstelling aan asbest), verjaart de vordering.
Mesothelioom openbaart zich pas na gemiddeld 30 jaar. Aangezien een verjaringstermijn van 30 jaar geldt, kan het voorkomen dat de verjaringstermijn verstreken is voordat de ziekte zich heeft geopenbaard. Bij openbaring van de ziekte na 30 jaar is toepassing van de verjaringstermijn op grond van redelijkheid en billijkheid onaanvaardbaar (Hof 's-Gravenhage 24 juli 2002, Prg. 2002, nr. 5967). Dit houdt in dat - afhankelijk van de omstandigheden van het geval - de claim na 30 jaar nog niet te allen tijde verjaard is.
Het is aan de werkgever om aan te tonen dat de ziekte niet het gevolg is van blootstelling op het werk én dat hij zijn zorgplicht goed heeft vervuld.
(Oud-)werknemers die een claim willen indienen tegen hun (oud-)werkgever, kunnen hierbij de hulp inschakelen van het Instituut voor Asbestslachtoffers.

#### Asbest in het milieu
Naast werknemers zijn in Nederland ook andere mensen aan asbest in het milieu blootgesteld, bijvoorbeeld door asbesthoudend afval dat als wegverharding is gebruikt. In bepaalde gebieden komt hierdoor de specifieke kanker mesothelioom meer voor, onder andere rond Goor, in de omgeving van de asbestfabriek Eternit en in Harderwijk rond de asbestfabriek van Asbestona. Op 20 december 2005 maakte staatssecretaris Pieter van Geel bekend dat er een landelijk fonds zal worden ingesteld om deze slachtoffers een schadevergoeding te geven. Per december 2007 is deze regeling van kracht geworden en ontvangt elke patiënt met mesothelioom een vergoeding van € 17.000 van de overheid. Eternit heeft, zonder schuld te bekennen voor de asbestvervuiling, aangegeven een uitkering te willen verstrekken. De fabrieken gaven in het verleden, onder andere in 1963 en 1968, asbestafval gratis weg waarmee paden en erven werden verhard. Behalve in Harderwijk en Goor waren er in Nederland onder meer asbestfabrieken in Heemstede, Doesburg, Doetinchem en Oosterhout.
In mei 2006 is door het Ministerie van VROM in samenwerking met SenterNovem het Landelijk Meldpunt Asbest opgericht waar burgers via een gratis telefoonnummer of een website melding kunnen maken van het ongecontroleerd voorkomen van asbest in het leefmilieu. Inmiddels hebben ruim 2.000 mensen via het meldpunt een asbestsituatie aangemeld. Deze meldingen zijn door SenterNovem (per 1 januari 2014 RVO) doorgestuurd naar de juiste overheidsinstantie, die de melding verder afhandelt.

## Asbestverwijdering in Nederland

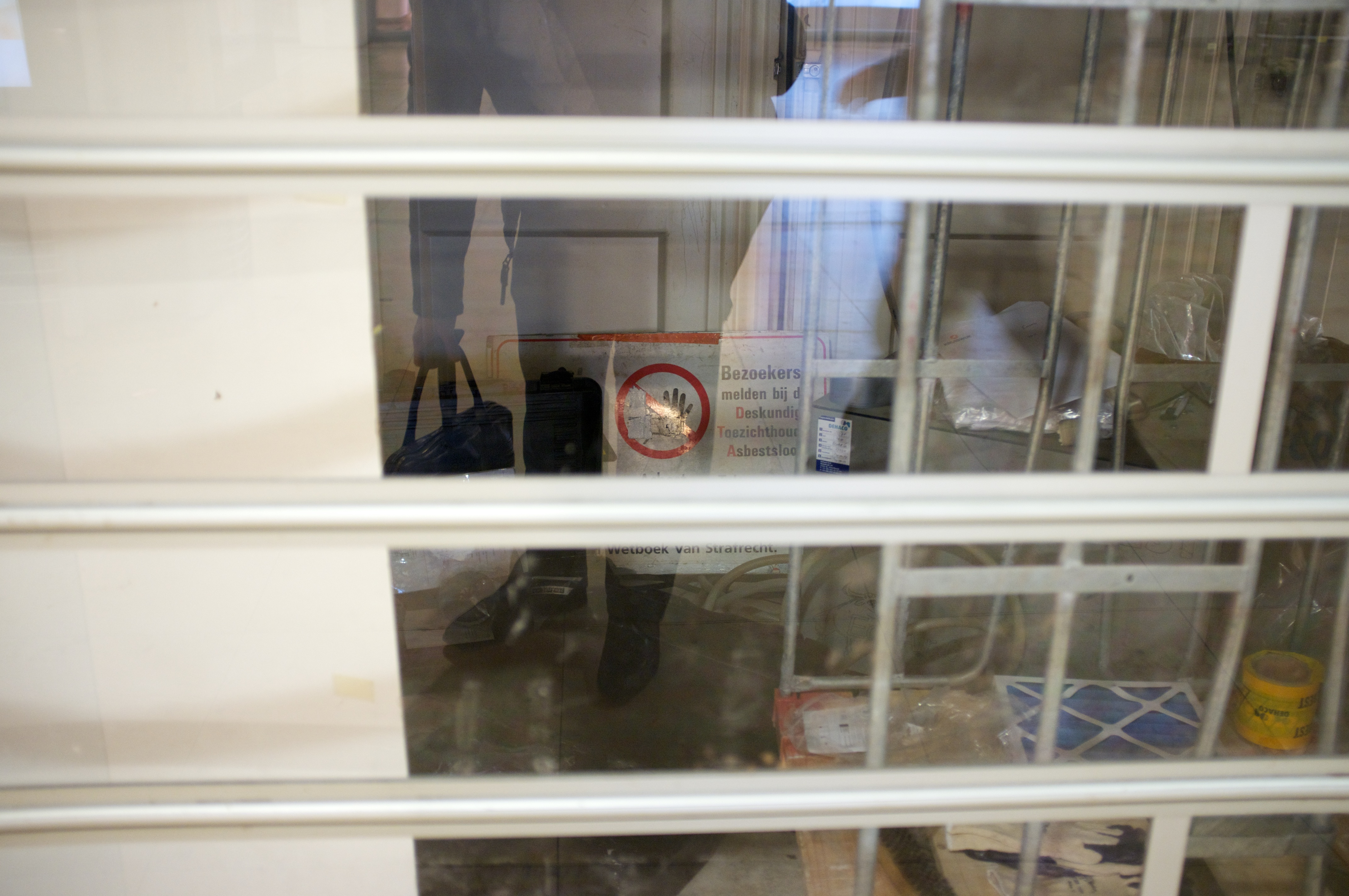
Asbestverwijdering in Hoog Catharijne, Utrecht

Voordat asbest verwijderd wordt, moet een asbestinventarisatie gemaakt worden. Of asbest moet worden verwijderd is afhankelijk van de wijze waarop het asbest gebonden is in het materiaal. Hechtgebonden asbest kan meestal beter blijven zitten. Dit materiaal levert geen gevaar op als het in goede staat verkeert en niet wordt bewerkt. Of er in het geval van losgebonden asbest (of: niet-hechtgebonden asbest) maatregelen nodig zijn, hangt af van het feit of het materiaal al dan niet is afgeschermd. Verder speelt de afweging een rol of het asbest zich op een plaats bevindt waar regelmatig mensen komen.
In Nederland staat het de eigenaar van een gebouw vrij te beslissen over het wel of niet verwijderen hechtgebonden asbesthoudend materiaal. Indien tot verwijdering van asbest wordt besloten, moet men zich houden aan de regels die door het Asbestverwijderingsbesluit en het Arbeidsomstandighedenbesluit zijn gesteld. Voorafgaand aan de verwijdering van asbest moet dit gemeld worden bij de Gemeente en moet een asbestinventarisatierapport overgelegd worden.  Er gelden strenge voorschriften voor het verwijderen van asbest. Het niet volgens de voorschriften verwijderen van asbest is vaak een stuk gevaarlijker dan het laten zitten van dit materiaal. Op het niet volgens de voorschriften verwijderen zoals hierboven genoemd staan dan ook hoge boetes.
Alle asbestafval dient gecontroleerd gestort te worden. Asbest valt onder de gevaarlijke afvalstoffen en mag alleen gestort worden op een gespecialiseerde stortplaats. Er zijn in Nederland vier stortplaatsen die gevaarlijk afval accepteren.
Volgens het rapport Naleving Asbestregels dat in opdracht van de ministeries van sociale zaken en van milieu in 2009 werd opgesteld, gebeurde veel verwijdering van asbest illegaal en werden de wettelijke voorschriften sterk onvoldoende nageleefd. De Rekenkamer constateerde in 2007 al dat de controle daarop grote tekortkomingen vertoonde. Ook was van het merendeel van het verwijderde asbest onduidelijk waar het bleef.
Met ingang van 1 juli 2019 werden wijzigingen in het Asbestverwijderingsbesluit van kracht. Het gebruik van het Landelijk asbestvolgsysteem (LAVS) is nu wettelijk verplicht voor alle saneringsprojecten in risicoklasse 2 en 2A. De verplichting om het asbestinventarisatierapport in te voeren in het LAVS voor asbest van risicoklasse 1 blijft bestaan.
Op 14 oktober 2019 maakte de verantwoordelijke minister een aantal nieuwe maatregelen bekend om asbestdaken aan te pakken. Een van de maatregelen is het oprichten van een fonds waaruit leningen voor het verwijderen van asbestdaken verstrekt kunnen worden. Dit kan tot en met 2028, om zo mensen te stimuleren voor dat jaar actie te ondernemen. Hoe ouder een asbestdak, hoe groter het risico dat er gezondheidsbedreigende asbestvezels vrijkomen. De rijksoverheid draagt samen met provincies, gemeenten en banken bij aan dit fonds.

## Trivia
- De Russische stad Asbest is vernoemd naar dit natuurlijke product c.q. de verzamelnaam voor deze mineralen. Het Canadese dorp Val-des-Sources in de provincie Quebec was er decennialang eveneens naar vernoemd (Asbestos), maar kreeg eind 2020 na veel debat en onder andere een referendum de huidige naam.